# Joan Solà i Cortassa

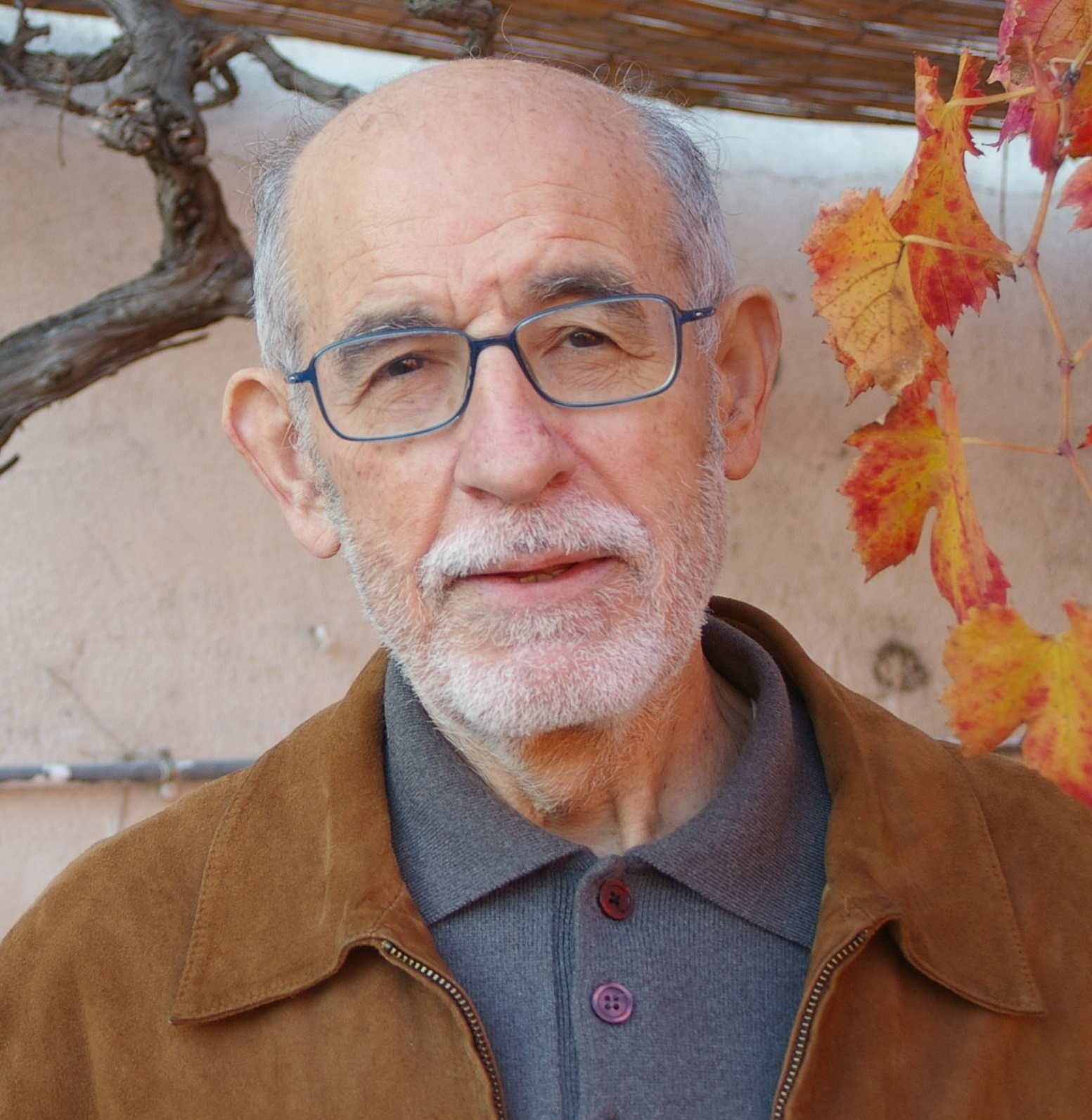
Joan Solà Cortassa, 2009

Joan Solà Cortassa  (* 10. Januar 1940 in Bell-lloc d’Urgell, Pla d’Urgell; † 27. Oktober 2010 in Barcelona) war ein spanischer Linguist, Romanist und Katalanist.

## Leben und Werk
Solà studierte in Lleida, Reading, Exeter und Barcelona und wurde dort 1970 von Antoni Maria Badia i Margarit promoviert mit der Arbeit Problemes actuals de la gramàtica catalana 1. La negació. Ab 1966 lehrte er an der Universität Barcelona, von 1983 bis 2010 (mit breiter Außenwirkung) als Professor für katalanische Sprache und Literatur. Ab 1999 war er Mitglied des Institut d’Estudis Catalans. Er starb kurz nach seiner Emeritierung.
Solà war Ehrendoktor der Universität Lleida (2009). Er war Träger zahlreicher Preise und Auszeichnungen.

## Werke

### 1972 bis 1990
- Estudis de sintaxi catalana, 2 Bde., Barcelona 1972–1973 (4 Auflagen)
- A l'entorn de la llengua, Barcelona 1977, 1984
- Del català incorrecte al català correcte. Història dels criteris de correcció lingüística, Barcelona 1977, 1985
- Pompeu Fabra, Sanchis Guarner i altres escrits, València 1984
- (mit Sebastià Bonet) Sintaxi generativa catalana, Barcelona 1986
- L'obra de Pompeu Fabra, Barcelona 1987, 1991
- Qüestions controvertides de sintaxi catalana, Barcelona 1987, 1989, 1994
- (mit Josep M. Pujol) Tractat de puntuació, Barcelona 1989
- Lingüística i normativa, Barcelona 1990

### 1991 bis 2011
- Episodis d'història de la llengua catalana, Barcelona 1991
- La llengua. Una convenció dialèctica, Barcelona 1993
- Sintaxi normativa. Estat de la qüestió, Barcelona 1994, 1997
- (mit Albert Rico) Gramàtica i lexicografia catalanes. Síntesi històrica, València 1995
- (mit Josep M. Pujol) Ortotipografia. Manual de l'autor, l'autoeditor i el dissenyador gràfic,  Barcelona  1995, 2000
- (mit Pere Marcet i Salom) Història de la lingüística catalana, 1775-1900. Repertori crític, Vic 1998
- Parlem-ne. Converses lingüístiques, Barcelona 1999
- (mit Jaume Macià Guilà) La terminologia lingüística en l'ensenyament secundari. Propostes pràctiques, Barcelona 2000
- (mit Maria-Rosa Lloret, Joan Mascaró und Manuel Pérez Saldanya) Gramàtica del català contemporani, Barcelona 2002, 2008
- Ensenyar la llengua, Barcelona 2003
- Plantem cara. Defensa de la llengua. Defensa de la terra, Barcelona 2009 (Sammelschrift)
- L'última lliçó. Parlaments polítics i acadèmics, Barcelona  2011 (Sammelschrift)

### Herausgebertätigkeit
- (Hrsg. mit anderen) Problemàtica de la normativa del català. Actes de les Primeres Jornades d'Estudi de la Llengua Normativa, Barcelona 1984
- (Hrsg. mit anderen) Actes de les Segones Jornades d'Estudi de la Llengua Normativa, Barcelona 1987
- (Hrsg. mit anderen) Actes de les Terceres Jornades d'Estudi de la Llengua Normativa, Barcelona 1989
- (Hrsg.) Sobre lexicografia catalana actual, Barcelona 1992
- (Hrsg.) L'obra de Joan Coromines. Cicle d'estudi i homenatge, Sabadell 1999
- (Hrsg. mit Jordi Mir u. a.) Pompeu Fabra, Obres completes, 9 Bde., Barcelona/Valencia/Palma  2005–2013
- (Hrsg. mit Antoni Maria Badia i Margarit) Joan Coromines. Vida y obra, Madrid 2008